# Liste der Autorenbeteiligungen und Produktionen von den FNSHRS.
Dies ist eine Übersicht über die Autorenbeteiligungen und Musikproduktionen des deutschen Produzententeams FNSHRS. Zu berücksichtigen ist, dass Hitmedleys, Remixe, Liveaufnahmen oder Neuaufnahmen des gleichen Interpreten nicht aufgeführt werden. Ebenso werden aus Gründen der besseren Übersicht lediglich nennenswerte Coverversionen aufgeführt. Tätigkeiten als Komponist und/oder Liedtexter sind in der folgenden Tabelle unter der Spalte „Autor“ zusammengefasst worden. Für eine Übersicht aller Charterfolge siehe FNSHRS./Diskografie.

## Autorenbeteiligungen und Produktionen
| Jahr | Titel                            | Interpret                        | Autor                       | Produzent                   |
| ---- | -------------------------------- | -------------------------------- | --------------------------- | --------------------------- |
| 2020 | Aber wo bist du                  | Elif                             | Grünes Häkchensymbol für ja | Grünes Häkchensymbol für ja |
| 2012 | Alles was ich wollte             | MoTrip                           | Grünes Häkchensymbol für ja | Grünes Häkchensymbol für ja |
| 2013 | Arbeit                           | Sido feat. Helge Schneider       | Grünes Häkchensymbol für ja | Grünes Häkchensymbol für ja |
| 2015 | Astronaut                        | Sido feat. Andreas Bourani       | Grünes Häkchensymbol für ja | Grünes Häkchensymbol für ja |
| 2019 | Brillis                          | Shirin David                     | Grünes Häkchensymbol für ja | Grünes Häkchensymbol für ja |
| 2018 | Bonita                           | Álvaro Soler                     |                             | Grünes Häkchensymbol für ja |
| 2015 | BoomBidiByeBye                   | Sido feat. Adesse                | Grünes Häkchensymbol für ja | Grünes Häkchensymbol für ja |
| 2012 | Der Strahl                       | Deichkind                        |                             | Grünes Häkchensymbol für ja |
| 2012 | Do You Like What You See         | Ivy Quainoo                      |                             | Grünes Häkchensymbol für ja |
| 2020 | Du tust mir nicht gut            | Elif                             | Grünes Häkchensymbol für ja | Grünes Häkchensymbol für ja |
| 2013 | Einer dieser Steine              | Sido feat. Mark Forster          | Grünes Häkchensymbol für ja | Grünes Häkchensymbol für ja |
| 2013 | Einer muss es machen             | Sido                             | Grünes Häkchensymbol für ja | Grünes Häkchensymbol für ja |
| 2012 | Embryo                           | MoTrip                           | Grünes Häkchensymbol für ja | Grünes Häkchensymbol für ja |
| 2013 | Enrico                           | Sido                             | Grünes Häkchensymbol für ja | Grünes Häkchensymbol für ja |
| 2015 | Entspannt                        | Sido feat. Tony D                | Grünes Häkchensymbol für ja | Grünes Häkchensymbol für ja |
| 2017 | Erinnern                         | Adel Tawil                       | Grünes Häkchensymbol für ja | Grünes Häkchensymbol für ja |
| 2013 | Es war einmal                    | Sido                             | Grünes Häkchensymbol für ja | Grünes Häkchensymbol für ja |
| 2012 | Feder im Wind                    | MoTrip                           | Grünes Häkchensymbol für ja | Grünes Häkchensymbol für ja |
| 2012 | Fire                             | Stefanie Heinzmann               |                             | Grünes Häkchensymbol für ja |
| 2019 | Fliegst du mit                   | Shirin David                     | Grünes Häkchensymbol für ja | Grünes Häkchensymbol für ja |
| 2013 | Fühl dich frei                   | Sido                             | Grünes Häkchensymbol für ja | Grünes Häkchensymbol für ja |
| 2015 | Für ewig                         | Sido                             | Grünes Häkchensymbol für ja | Grünes Häkchensymbol für ja |
| 2019 | Gib ihm                          | Shirin David                     | Grünes Häkchensymbol für ja | Grünes Häkchensymbol für ja |
| 2019 | Gift                             | Shirin David                     | Grünes Häkchensymbol für ja | Grünes Häkchensymbol für ja |
| 2017 | Gott steh mir bei                | Adel Tawil                       | Grünes Häkchensymbol für ja |                             |
| 2013 | Grenzenlos                       | Sido feat. Westernhagen          | Grünes Häkchensymbol für ja | Grünes Häkchensymbol für ja |
| 2019 | Größter Fan                      | Shirin David                     | Grünes Häkchensymbol für ja | Grünes Häkchensymbol für ja |
| 2015 | Gürtel am Arm                    | Sido                             | Grünes Häkchensymbol für ja | Grünes Häkchensymbol für ja |
| 2013 | Hier bin ich wieder              | Sido                             | Grünes Häkchensymbol für ja | Grünes Häkchensymbol für ja |
| 2010 | I’ve Come to Life                | Edita Abdieski                   |                             | Grünes Häkchensymbol für ja |
| 2019 | Ice                              | Shirin David                     | Grünes Häkchensymbol für ja | Grünes Häkchensymbol für ja |
| 2019 | Immer du                         | Julia Beautx                     | Grünes Häkchensymbol für ja | Grünes Häkchensymbol für ja |
| 2015 | Intro                            | Sido                             | Grünes Häkchensymbol für ja | Grünes Häkchensymbol für ja |
| 2012 | Intro / Ich fang am Ende an      | MoTrip                           | Grünes Häkchensymbol für ja | Grünes Häkchensymbol für ja |
| 2013 | Irgendwo wartet jemand           | Sido feat. Mark Forster          | Grünes Häkchensymbol für ja | Grünes Häkchensymbol für ja |
| 2019 | Irina Sheyk                      | Ufo361                           | Grünes Häkchensymbol für ja | Grünes Häkchensymbol für ja |
| 2013 | Ja genau                         | Keule                            | Grünes Häkchensymbol für ja | Grünes Häkchensymbol für ja |
| 2012 | Kanacke mit Grips                | MoTrip                           | Grünes Häkchensymbol für ja | Grünes Häkchensymbol für ja |
| 2012 | Kennen                           | MoTrip                           | Grünes Häkchensymbol für ja | Grünes Häkchensymbol für ja |
| 2012 | King                             | MoTrip                           | Grünes Häkchensymbol für ja | Grünes Häkchensymbol für ja |
| 2015 | Kreuzreim Skit                   | Sido                             | Grünes Häkchensymbol für ja | Grünes Häkchensymbol für ja |
| 2013 | Liebe                            | Sido                             | Grünes Häkchensymbol für ja | Grünes Häkchensymbol für ja |
| 2019 | Melodien                         | Shirin David                     | Grünes Häkchensymbol für ja | Grünes Häkchensymbol für ja |
| 2019 | Nur mit dir                      | Shirin David feat. Xavier Naidoo | Grünes Häkchensymbol für ja | Grünes Häkchensymbol für ja |
| 2019 | On Off                           | Shirin David feat. Maître Gims   | Grünes Häkchensymbol für ja | Grünes Häkchensymbol für ja |
| 2019 | Orbit                            | Shirin David                     | Grünes Häkchensymbol für ja | Grünes Häkchensymbol für ja |
| 2013 | Papa, was machst du da           | Sido                             | Grünes Häkchensymbol für ja | Grünes Häkchensymbol für ja |
| 2018 | Paradies                         | Ufo361 feat. RAF Camora          | Grünes Häkchensymbol für ja | Grünes Häkchensymbol für ja |
| 2017 | Polarlichter                     | Adel Tawil feat. MoTrip          | Grünes Häkchensymbol für ja |                             |
| 2017 | Rooftop                          | Nico Santos                      |                             | Grünes Häkchensymbol für ja |
| 2012 | Schreiben, schreiben             | MoTrip                           | Grünes Häkchensymbol für ja | Grünes Häkchensymbol für ja |
| 2015 | Selfie                           | Sido                             | Grünes Häkchensymbol für ja | Grünes Häkchensymbol für ja |
| 2013 | So wie du                        | Sido                             | Grünes Häkchensymbol für ja | Grünes Häkchensymbol für ja |
| 2019 | Strand                           | Adesse & Sido                    |                             | Grünes Häkchensymbol für ja |
| 2012 | Summer Dreaming 2012             | Project B. feat. Kelly Rowland   |                             | Grünes Häkchensymbol für ja |
| 2012 | Tagebuch                         | MoTrip                           | Grünes Häkchensymbol für ja | Grünes Häkchensymbol für ja |
| 2012 | Triptheorie / Meine Rhymes & ich | MoTrip feat. Marsimoto           | Grünes Häkchensymbol für ja | Grünes Häkchensymbol für ja |
| 2019 | Unsichtbar                       | Shirin David                     | Grünes Häkchensymbol für ja | Grünes Häkchensymbol für ja |
| 2012 | Wie die Zeit verrennt            | MoTrip                           | Grünes Häkchensymbol für ja | Grünes Häkchensymbol für ja |
| 2012 | Wir                              | MoTrip                           | Grünes Häkchensymbol für ja | Grünes Häkchensymbol für ja |
| 2012 | You Got Me                       | Ivy Quainoo                      |                             | Grünes Häkchensymbol für ja |
| 2015 | Zu Straße                        | Sido                             | Grünes Häkchensymbol für ja | Grünes Häkchensymbol für ja |
| 2015 | Zu wahr                          | Sido                             | Grünes Häkchensymbol für ja | Grünes Häkchensymbol für ja |